# Stammstrecke 3 (Stadtbahn Dortmund)
| Bahnhof Kampstraße, im Hintergrund eine U43 |                                      |                                     |                                     |
| Spurweite: | 1435 mm (Normalspur)                 |                                     |                                     |
| Stromsystem: | Oberleitung 750 V =                  |                                     |                                     |
| Streckengeschwindigkeit: | 70 km/h                              |                                     |                                     |
| |                                      |                                     |                                     |
| Eröffnung: | 27. April 2008                       |                                     |                                     |
| Linien: | U 43 U 44                            |                                     |                                     |
| Unterirdische Stationen: | 4 (Stammstrecke) + 1 (andere Tunnel) |                                     |                                     |
| Stammstrecke |                                      |                                     |                                     |
| \| \| \| U 44 West \| \| \| \| \| weiter als Stammstrecke I \| \| \| \| \| Betriebshof Dorstfeld \| \| \| \| \| Dorstfeld Betriebshof U 43 \| \| \| \| \| \| \| \| \| \| Wittener Straße \| \| \| \| \| Ottostraße \| \| \| \| \| Ofenstraße \| \| \| \| \| Heinrichstraße \| \| \| \| \| \| \| \| \| \| Unionstraße \| \| \| \| \| Wendeanlage Westentor \| \| \| \| \| Westentor U 43 \| \| \| \| \| Kampstraße U 41 U 45 U 47 U 49 \| \| \| \| \| Betriebsstrecke zur Stammstrecke II \| \| \| \| \| Reinoldikirche U 42 U 46 \| \| \| \| \| U 44 Nord \| \| \| \| \| U 43 Ost \| \| |                                      |                                     |                                     |
| U-Bahn-Strecke |                                      | U 44 West                           | U 44 West                           |
| U-Bahn-Strecke · U-Bahn-Strecke |                                      | weiter als Stammstrecke I           | weiter als Stammstrecke I           |
| U-Bahn-Strecke · U-Bahn-Dienststation / Betriebs- oder Güterbahnhof |                                      | Betriebshof Dorstfeld               | Betriebshof Dorstfeld               |
| U-Bahn-Haltepunkt / Haltestelle · U-Bahn-Haltepunkt / Haltestelle |                                      | Dorstfeld Betriebshof U 43          | Dorstfeld Betriebshof U 43          |
| U-Bahn-Strecke nach links und von links (außer Betrieb) · U-Bahn-Strecke nach rechts und von rechts (außer Betrieb) |                                      |                                     |                                     |
| U-Bahn-Haltepunkt / Haltestelle |                                      | Wittener Straße                     | Wittener Straße                     |
| U-Bahn-Haltepunkt / Haltestelle |                                      | Ottostraße                          | Ottostraße                          |
| U-Bahn-Haltepunkt / Haltestelle |                                      | Ofenstraße                          | Ofenstraße                          |
| U-Bahn-Haltepunkt / Haltestelle |                                      | Heinrichstraße                      | Heinrichstraße                      |
| U-Bahn-Tunnelanfang |                                      |                                     |                                     |
| U-Bahn-Haltepunkt / Haltestelle (im Tunnel) |                                      | Unionstraße                         | Unionstraße                         |
| |                                      | Wendeanlage Westentor               |                                     |
| U-Bahn-Bahnhof (im Tunnel) |                                      | Westentor U 43                      | Westentor U 43                      |
| U-Bahn-Turmbahnhof mit Tunnelstrecke (im Tunnel) |                                      | Kampstraße U 41 U 45 U 47 U 49      | Kampstraße U 41 U 45 U 47 U 49      |
| U-Bahn-Abzweig geradeaus und nach links (im Tunnel) |                                      | Betriebsstrecke zur Stammstrecke II | Betriebsstrecke zur Stammstrecke II |
| U-Bahn-Turmbahnhof mit Tunnelstrecke (im Tunnel) |                                      | Reinoldikirche U 42 U 46            | Reinoldikirche U 42 U 46            |
| U-Bahn-Abzweig geradeaus und nach links (im Tunnel) |                                      | U 44 Nord                           | U 44 Nord                           |
| U-Bahn-Strecke (im Tunnel) |                                      | U 43 Ost                            | U 43 Ost                            |

Die Stammstrecke III ist eine von drei Stammstrecken der Stadtbahn in Dortmund. Sie führt von Westen nach Osten. Der Stadtbahnbetrieb wurde am 27. April 2008 aufgenommen. Im Unterschied zu den meisten anderen U-Stadtbahnnetzen in Deutschland wird diese Stammstrecke nicht spezifisch mit Stadtbahnwagen, sondern mit konventionellen niederflurigen Straßenbahnwagen (NGT8) bedient. Bis Dezember 2011 fand noch ein Mischbetrieb mit Stadtbahnwagen des Typs N8C statt.

## Geschichte
Die heutige Stammstrecke III folgt im Wesentlichen dem Verlauf des historischen Hellwegs. Dessen Verkehrsbedeutung entsprechend, gehörte die innerstädtische Teilstrecke zu den am frühesten eingerichteten Strecken des schienengebundenen Nahverkehrs in Dortmund. Ihre Geschichte beginnt mit der am 13. August 1881 eröffneten Pferdebahnlinie Dorstfeld – Funkenburg. Zu dieser Zeit war die Straßenbahn für die Industriearbeiter beim Weg zur Arbeit zu teuer, sie dienten vielmehr vor allem den Freizeit-Bedürfnissen des gut situierten Bürgertums. Bezeichnend dafür sind die Zielhaltestellen an beiden Enden der Strecke: Im Westen A. Ziegler’s Etablissement an der Dorstfelder Emscherbrücke, ein großes Gasthaus mit Außenbewirtschaftung und Saalbau für Feste, Versammlungen, Musikdarbietungen und Ähnlichem, im Osten die Funkenburg an der Kaiserstraße mit einem ähnlichen Angebot.
Die Strecke führte über die Rheinische Straße zum Westentor (damals Körnerplatz), den Westen- und Ostenhellweg zum Ostentor und durch die Kaiserstraße zur Funkenburg. Betrieben wurde sie ab dem 4. Oktober 1881 von der neu gegründeten privaten Dortmunder Straßenbahn-AG für Pferde- und Dampfbetrieb, zunächst eingleisig mit Ausweichen. Die Zunahme des Verkehrs erzwang aber schon bald ein zweites Gleis und am 1. März 1894 die Elektrifizierung. Schon 1898 wurde die Strecke von der Funkenburg bis Körne verlängert, als Vorbedingung für dessen spätere Eingemeindung (1905). Die Gesellschaft ging nach zwei Namenswechseln (1881 und 1890, Deutsche bzw. Allgemeine Lokal- und Straßenbahngesellschaft) nach Ablauf der Konzession 1906 unter dem Namen Städtische Straßenbahn Dortmund ins Eigentum der Stadt über.
Davon unabhängig gründete der damalige Landkreis Dortmund gemeinsam mit dem Unternehmen AEG die Elektrische Straßenbahn des Landkreises Dortmund. Am 26. August 1906 wurde der Betrieb von Körne bis zum eigens eingerichteten Depot Wickede eröffnet, am 26. November desselben Jahres bis zum Bahnhof Unna. Zwar schloss die Streckenführung in Körne unmittelbar an die „städtische“ Bahn mit gleicher Spurweite an, jedoch mussten die Fahrgäste in andere Wagen umsteigen. In Asseln, Aplerbecker Straße, gab es Anschluss an die meterspurige Hörder Kreisbahn. Deren Strecke über Aplerbeck zum Schwerter Wald war bereits 1902 eingerichtet worden. In Aplerbeck konnte in die 1898 eröffnete Stammstrecke der Hörder Kreisbahn (Aplerbeck – Hörde – Brünninghausen – Barop – Hombruch), am Schwerter Wald nach Schwerte und Westhofen umgestiegen werden. Der Abschnitt Asseln – Aplerbeck wurde am 10. Mai 1934 auf Busverkehr umgestellt, der Abschnitt Aplerbeck – Schwerter Wald auf Normalspur umgebaut und am 1. April 1971 stillgelegt. Im Jahr 1912 wurde der letzte Abschnitt des Linienweges in Unna geändert; vom Markt aus führte die Linie nun statt zum Bahnhof zum Schützenhof am südlichen Stadtrand. Dieser neue Streckenabschnitt wurde aber 1916 nach nur vier Jahren wieder eingestellt, so dass die Linie vorerst am Markt endete; ab 1923 wurde wieder der Unnaer Bahnhof als Endstation angefahren. In Unna konnte ab 1909 am Bahnhof bzw. am Markt in die Kleinbahn Unna-Kamen-Werne umgestiegen werden.
1914 wurden beide Dortmunder Bahnbetriebe auf Verlangen des Landkreises unter dem Namen Dortmunder Straßenbahn GmbH vereinigt, und es wurde durchgängig gefahren, allerdings nicht die heutige Stammstrecke, sondern aus Osten und Westen jeweils bis zum Hauptbahnhof. Während der Ruhrbesetzung gab es in Brackel eine Grenzstation mit Pass- und Zollkontrollen. Als der Straßenbahnverkehr auf dem Hellweg zunehmend störte, wurde eins der Gleise (in Ost-West-Richtung) in schmale nördliche Parallelstraßen des Hellwegs verlegt (Brüderweg und Erste bzw. Vordere Kampstraße). Die Linie nach Unna erhielt die Nummer 12, die 1941 in 9 geändert wurde. Die 9 hatte jahrzehntelang Bestand, auch noch nach Gründung des VRR am 1. Januar 1980 als „409“. Ab 2. Juni 1985 wurde die Liniennummer in 403 geändert, aus der mit Einführung der Stadtbahn-Stammstrecke die U43 wurde. Bereits ab 5. Juli 1964 führte die „9“ jedoch nicht mehr über Hauptbahnhof, sondern ging über die Kampstraße bis Dorstfeld bzw. Marten durch; dieses Datum kann also als Beginn der Stammstrecke III gelten.
Nach Ende des Zweiten Weltkrieges wurde auf der „9“ als erste Linie der Straßenbahnbetrieb wieder aufgenommen, am 2. Juni 1945 zwischen Massen und Wickede, ab 22. Juli auch bis Ostentor.[6] Nach den Kriegszerstörungen und während des Ausbaus des Brüderwegs wurde die östliche Hellweglinie ab Ostentor vorübergehend über die Gleise der aufgegebenen Ringlinie zum Hauptbahnhof geleitet, also über die Weißenburger Straße, die Schwanenstraße und den (alten) Burgwall. Im Jahr 1949 beschloss der Rat der Stadt, zwei etwa 30 m breite Verkehrsschneisen durch die noch weitgehend zerstörte Innenstadt zu schlagen: Eine Nord-Süd-Achse (Bornstraße – Kuckelke – Kleppingstraße – Ruhrallee) und eine Ost-West-Achse (Hamburger Straße – Brüderweg – Kampstraße – Rheinische Straße). Er konnte dabei auf frühere Überlegungen aus der Zeit vor und nach 1933 aufbauen, u. a. auf Studien von 1929 (Architekten Pinno und Grund) und 1938 (Hermann Jansen) zur Verbreiterung von Brüderweg und Kampstraße sowie von 1939 zur Neuanlage der heutigen Kleppingstraße und einer weiteren Achse zum NSDAP-Gauzentrum. Da nur noch wenige Gebäude im Weg standen, das Aufbaugesetz von 1950 solche Planungen begünstigte und weil Dortmund in der Wiederaufbauzeit des beginnenden Wirtschaftswunders als Industriestadt finanziell vergleichsweise gut dastand, waren die Planungen innerhalb des Wallringes schon bis Mitte der 1950er Jahre vollendet und dienten dann natürlich auch als wichtige Straßenbahntrassen. Als Nachzüglerin dieser Achsen-Pläne wurde am 19. August 1964 die Strecke durch die neu ausgebaute Hamburger Straße eröffnet und ersetzte die Gleistrasse durch die innere Kaiserstraße.
Am 31. Juli 1965 wurde der Streckenabschnitt Wickede – Unna eingestellt, vom ehemaligen Bahnübergang beim heutigen S-Bahn-Halt Wickede über Altwickeder Hellweg – Massener Hellweg – Hansastraße – Hochstraße – Mühlenstraße – Massener Straße – Unna Markt – Bahnhofstraße – Bahnhof Unna. Bis in die Nachkriegszeit hatte es in Unna einen Anschluss an die ebenfalls normalspurige Straßenbahn nach Kamen und Werne gegeben, die ursprünglich zusammen mit dem Abschnitt Körne–Unna geplant war, dann aber unabhängig gebaut und betrieben wurde.
Bereits bei der Entwicklung der Stadtbahn-Netzstruktur in den späten 1960er Jahren war den Planern bewusst, dass der östliche Ast der Stammstrecke III in den Stadtteilen Körne, Wambel, Brackel, Asseln und Wickede als Stadtbahn auf besonderem Gleiskörper mit Hochbahnsteigen aus Platzgründen nicht auf der historischen Straßenachse Hellweg geführt werden könnte. Es gab deshalb Überlegungen, die dortige Straßenbahntrasse aufzugeben und teilweise durch eine tangentiale oberirdische Stadtbahn-Neubaustrecke am Nordrand dieses Siedlungsbandes zu führen, wie sie als Pendant am südlichen Siedlungsrand mit der heutigen S-Bahn-Linie S4 bereits vorhanden war. Die Strecke sollte auf Höhe der Lentstraße aus der Kaiserstraße nach Norden ausschwenken und weiter entlang der Hannöversche Straße und Brackeler Straße (OW IIIa – L 663n) nach Wickede geführt werden. Der ungefähre Trassenverlauf ist im Stadtplan von 1972 als geplante Straße angedeutet, außerdem ist die damals geplante Strecke auch in einer Mitarbeiterzeitung vom Oktober 1965 dargestellt. Vor allem in Wickede waren größere Neubaugebiete entstanden. Wegen des Umfangs des Projektes wurde die Verwirklichung auf später verschoben und die Idee seitdem nie wieder aufgewärmt. Die Strecke hätte das Fahrgastvolumen der heutigen U43 allerdings auch nur zum kleineren Teil aufnehmen können.
Das Depot in Wickede wurde 1974 geschlossen, das Gebäude wird bis heute als Einkaufsmarkt genutzt (seit 2021 Thomas Philipps, vormals Fruchtbörse und Rewe).
Ende der 1970er Jahre wurde der Bau eines Tunnels in der Innenstadt unter der ehemaligen Trasse beschlossen, der Bau begann aber erst zwanzig Jahre später Ende der 1990er Jahre. Am 27. April 2008 wurde der fahrplanmäßige Betrieb im Tunnel aufgenommen. Mit Baukosten in Höhe von 198,8 Millionen Euro für die knapp 3 km lange Strecke und der Haltestellen war der Bau vergleichsweise günstig. Gebaut wurde er in bergmännischer Bauweise (u. a. Bagger und Rohrschirm) in Mergelstein und sandigen, kiesigen und schluffigen Tonen.
Der Tunnel beginnt auf der westlichen Seite östlich der Haltestelle „Heinrichstraße“ und beinhaltet dann die Haltestellen „Unionstraße“, „Westentor“, „Kampstraße“, „Reinoldikirche“ und „Ostentor“. Danach führt die Strecke der Linie U43 wieder aus dem 2335 Meter langen Tunnel an die Oberfläche. Die Linie U44 schwenkt schon östlich der Haltestelle „Reinoldikirche“ in einen zweiten eigenen 600 Meter langen Tunnel ein und kommt dann vor der nächsten Haltestelle auch an die Oberfläche.
2007/2008 wurde der Streckenabschnitt in Dortmund-Asseln zweigleisig ausgebaut, für den Teil zwischen Brackel und Asseln erfolgte der Baubeginn nach mehrjähriger Verzögerung Ende Juni 2020. Der Ausbau in Asseln erfolgte bei laufendem Bahnbetrieb, lediglich für die Gleisumschlüsse wird kurzfristig Schienenersatzverkehr eingesetzt.
Vom 3. bis zum 13. April 2017 und vom 4. bis zum 23. März 2018 wurde jeweils wegen Gleisbauarbeiten ein Schienenersatzverkehr von Brackel bis Wickede eingerichtet, dies dürften seit 1945 die längsten Zeitspannen ohne Straßenbahn im Dortmunder Osten gewesen sein.
Im Wickeder Ortskern ist der zweigleisige Ausbau im Gespräch. Wann dort aber Baustart ist, steht nicht fest, auch die Kosten stehen noch nicht fest. Mit einem Baubeginn wird hier wohl frühestens in den 2030iger Jahren zu rechnen sein.
Zum 50. Jahrestag der Strecke hat DSW21 auf YouTube einen historischen Film veröffentlicht, der jedoch kurz darauf wieder entfernt wurde.

## Betrieb

### Linien
| Linie | Linienweg / Anmerkungen | Takt (mo–fr)                                               |
| ----- | --- | ---------------------------------------------------------- |
| U 43  | DO-Dorstfeld Betriebshof1 – Wittener Straße – Ottostraße – Ofenstraße – Heinrichstraße – U Unionstraße – U Westentor2 – U Kampstraße – U Reinoldikirche – U Ostentor – Lippestraße – Funkenburg – Von-der-Tann-Straße – Berliner Straße – Am Zehnthof – Juchostraße – Rüschebrinkstraße – Pothecke – Knappschaftskrankenhaus – Oberdorfstraße – Brackel Kirche – Brackel Verwaltungsstelle – In den Börten3 – Döringhoff – Businkstraße – Asseln, Aplerbecker Straße – Am Hagedorn – Ruckebierstraße – Zugstraße – Eichwaldstraße – Bockumweg4 – Wickede Post5 – Dollersweg – DO-Wickede 6 | 10 min (1–2, 3–4) 3/7 bzw. 4/6 min (2–3) 20 min (4–5, 4–6) |
| U 44  | Dortmund, Walbertstraße/Schulmuseum – DO-Marten Süd – Auf dem Brümmer – Poth – Dorstfeld Betriebshof – Wittener Straße – Ottostraße – Ofenstraße – Heinrichstraße – U Unionstraße – U Westentor2 – U Kampstraße – U Reinoldikirche – Geschwister-Scholl-Straße – Enscheder Straße – Borsigplatz – Vincenzheim – Dortmund, Westfalenhütte | 10 min                                                     |

Bis zu den starken Beschädigungen an den Drehgestellen der Baureihe NGT8 2016 begann und endete die U43 montags bis freitags von etwa 9 bis 12 Uhr sowie samstags an der Haltestelle Pothecke statt In den Börten.

### Fahrzeuge
Auf der Stammstrecke III wurden bei Eröffnung erstmals neue Fahrzeuge des Typs NGT8 von Bombardier in Betrieb genommen. Parallel dazu verkehrten noch alte Stadtbahnwagen des Typs N8C auf der Strecke (zuvor auch auf den Straßenbahnlinien), die bis zum 22. Dezember 2011 sukzessive ausgemustert und nach Danzig verkauft wurden. Die Stammstrecke III ist dementsprechend als einzige in Dortmund niederflurig ausgebaut, die ursprünglichen Pläne sahen jedoch – analog zu den Stammstrecken I und II – eine hochflurige Ausführung vor; so war unter anderem die bereits seit 1992 fertiggestellte und frei zugängliche -2-Ebene der U-Haltestelle Reinoldikirche zu diesem Zweck mit Hochflurbahnsteigen ausgestattet. Den damaligen Plänen entsprechend sollte eine Hochflur-Stadtbahnlinie zwischen Dorstfeld Betriebshof und Am Zehnthof in Tunnelführung mit B-Wagen betrieben, die Streckenäste nach Marten, Westfalenhütte und Wickede hingegen stillgelegt und durch Buslinien ersetzt werden. Diese Pläne wurden 1998 verworfen und zum heute existierenden Ausbaustand der Stammstrecke III umkonzessioniert. Die Hochflurbahnsteige wurden erst wenige Jahre vor der Tunneleröffnung wieder abgebaut. Mittelfristig ist allerdings eine Anpassung der Strecke für 2,65 m breite Niederflurfahrzeuge vorgesehen.
Mitte 2016 wurden bei der Hauptuntersuchung der NGT8, die alle acht Jahre bzw. alle 500.000 Kilometer Laufleistung durchgeführt wird, an 40 % der Wagen Mängel festgestellt. Zu finden waren Rostschäden an den Drehgestellen, zusätzlich hatte sich häufig der Boden über das vom Hersteller zugesicherte Maß hinaus durchgebogen. Von 47 Wagen standen daraufhin nur noch 28 zur Verfügung. Die betroffenen 19 Wagen mussten saniert werden. Die Sanierung wurde im Betriebshof in Dorstfeld durchgeführt, die Endabnahme hingegen fand bei Bombardier in Siegen statt. Die Folge waren Ausfälle und teilweise nicht zu bewältigende Pendlermassen zu den Hauptverkehrszeiten auf der Strecke der U43. Die Strecke wurde zu den Hauptverkehrszeiten mit Bussen verstärkt. Die Probleme konnten bis Mitte 2017 behoben werden.

### Barrierefreiheit
Viele Haltestellen besitzen Niedrigbahnsteige, viele haben aber auch immer noch Zugang von der Fahrbahn / vom Gehweg oder nur einen Flachbahnsteig.

## U44 West
| \| \| \| Marten Walbertstraße/Schulmuseum U 44 \| \| \| \| DO-Marten Süd S 4 \| \| \| \| Auf dem Brümmer \| \| \| \| Heyden-Rynsch-Straße bis 2008 \| \| \| \| Poth \| \| \| \| weiter als Stammstrecke (siehe oben) \| |  |                                       |                                       |
| U-Bahn-Haltepunkt / Haltestelle Streckenanfang |  | Marten Walbertstraße/Schulmuseum U 44 | Marten Walbertstraße/Schulmuseum U 44 |
| U-Bahn-Haltepunkt / Haltestelle |  | DO-Marten Süd S 4                     | DO-Marten Süd S 4                     |
| U-Bahn-Haltepunkt / Haltestelle |  | Auf dem Brümmer                       | Auf dem Brümmer                       |
| ehemaliger U-Bahn-Haltepunkt / Haltestelle |  | Heyden-Rynsch-Straße bis 2008         | Heyden-Rynsch-Straße bis 2008         |
| U-Bahn-Haltepunkt / Haltestelle |  | Poth                                  | Poth                                  |
| U-Bahn-Strecke |  | weiter als Stammstrecke (siehe oben)  | weiter als Stammstrecke (siehe oben)  |

### Als Stadtbahnstrecke
Die relativ kurze Strecke U44 West führt von Dorstfeld nach Marten und verkehrt dabei auf der Heyden-Rynsch-Straße und auf der Martener Straße. Kurz vor der Endstation besteht am Bahnhof Marten Süd Anschluss an die S-Bahn Rhein-Ruhr, die Endhaltestelle befindet sich in der Nähe des Westfälischen Schulmuseums.

### Straßenbahn als Vorgänger
Der Westabschnitt der heutigen U44 (Dorstfeld – Marten) folgt älteren Straßenbahnlinien, die auf Strecken der Gesellschaft Elektrische Straßenbahn des Landkreises Dortmund zurückgehen. Deren vom heutigen Castrop-Rauxel ausgehendes nordwestliches Teilnetz hatte keine betriebliche Verbindung zu ihren nördlich und östlich von Dortmund gelegenen Strecken und erreichte mit den Abschnitten Schwerin – Frohlinde – Kirchlinde – Marten – Dorstfeld und Marten – Lütgendortmund Bf. (heute Germania) erst recht spät, nämlich 1911 in Dorstfeld (Emscher-Brücke) das Stadtnetz der Städtischen Straßenbahn Dortmund. Zuvor waren bereits die Teilstrecken Castrop – Schwerin (1907), Ickern – Habinghorst – Castrop und Henrichenburg – Habinghorst (beide 1910) in Betrieb gegangen. 1914 wurden Landkreis- und städtische Straßenbahn unter dem Namen Dortmunder Straßenbahn GmbH zusammengeführt, und es ergaben sich durchgehende Linien Dortmund – Ickern und Dortmund – Lütgendortmund. Dort konnte umgestiegen werden in das Meterspur-Netz der späteren Bochum-Gelsenkirchener Straßenbahnen AG (zuvor Bochum-Castroper Straßenbahn, später Westfälische Straßenbahn). Ins spätere Bogestra-Netz konnte auch am Münsterplatz in Castrop in Richtung Gerthe – Bochum umgestiegen werden, dort außerdem in die einzige Linie der Straßenbahn Herne – Castrop-Rauxel nach Herne, sowie in Henrichenburg in eine Linie über Suderwich nach Recklinghausen ins Meterspur-Netz der späteren Vestischen Straßenbahnen (zuvor Recklinghauser Straßenbahnen, später Vestische Kleinbahnen).
In den späten 1950er und frühen 1960er Jahren erfolgte in Etappen die Stilllegung des größten Teils der Dortmunder Straßenbahnlinien in diesem Bereich: Am 1. Juli 1958 zwischen Henrichenburg und Habinghorst, am 1. Mai 1960 Ickern – Habinghorst, am 31. Dezember 1960 Habinghorst – Castrop, am 1. Juli 1962 Castrop – Kirchlinde und am 1. Dezember 1963 Kirchlinde – Marten und Lütgendortmund – Marten. Als Ersatz sollte eigentlich eine neu zu bauende Schnellstraßenbahn Huckarde – Kirchlinde – Bövinghausen dienen, über die bis heute nur spekuliert wird.

## U44 Nord
| \| \| \| Scharnhorst, Springorumstraße bis 1970 \| \| \| \| Im Ratsbusch bis 1970 \| \| \| \| Drahtwerke bis 1970 \| \| \| \| Schleife Kirchderner Straße \| \| \| \| Kirchderner Straße bis 1984 \| \| \| \| Westfalenhütte U 44 \| \| \| \| Vincenzheim \| \| \| \| Borsigplatz \| \| \| \| Enscheder Straße \| \| \| \| Geschwister-Scholl-Straße \| \| \| \| weiter im Innenstadttunnel (siehe oben) \| |  |                                         |                                         |
| U-Bahn-Haltepunkt / Haltestelle Streckenanfang (Strecke außer Betrieb) |  | Scharnhorst, Springorumstraße bis 1970  | Scharnhorst, Springorumstraße bis 1970  |
| U-Bahn-Haltepunkt / Haltestelle (Strecke außer Betrieb) |  | Im Ratsbusch bis 1970                   | Im Ratsbusch bis 1970                   |
| U-Bahn-Haltepunkt / Haltestelle (Strecke außer Betrieb) |  | Drahtwerke bis 1970                     | Drahtwerke bis 1970                     |
| |  | Schleife Kirchderner Straße             |                                         |
| U-Bahn-Haltepunkt / Haltestelle (Strecke außer Betrieb) |  | Kirchderner Straße bis 1984             | Kirchderner Straße bis 1984             |
| U-Bahn-Haltepunkt / Haltestelle Strecke bis hier außer Betrieb |  | Westfalenhütte U 44                     | Westfalenhütte U 44                     |
| U-Bahn-Haltepunkt / Haltestelle |  | Vincenzheim                             | Vincenzheim                             |
| U-Bahn-Haltepunkt / Haltestelle |  | Borsigplatz                             | Borsigplatz                             |
| U-Bahn-Haltepunkt / Haltestelle |  | Enscheder Straße                        | Enscheder Straße                        |
| U-Bahn-Haltepunkt / Haltestelle |  | Geschwister-Scholl-Straße               | Geschwister-Scholl-Straße               |
| U-Bahn-Tunnelanfang |  | weiter im Innenstadttunnel (siehe oben) | weiter im Innenstadttunnel (siehe oben) |

### Als Stadtbahnstrecke
Die ursprünglich am Ostentor abzweigende Strecke U44 Nord führt von der Reinoldikirche im Tunnel bis zur Geschwister-Scholl-Straße und anschließend durch die Gronaustraße, den Oestermärsch bis zum Borsigplatz. Anschließend folgt sie der Oesterholzstraße bis zum ehemaligen Tor der Westfalenhütte an der Hirtenstraße.
Zwischen den Haltestellen „Geschwister-Scholl-Straße“ und „Enscheder Straße“ kommt es auf einer Kreuzung zuweilen gehäuft zu Schäden an der Oberleitung. Bedingt durch eine vergleichsweise niedrige Brücke wird die damit verbundene tiefer hängende Oberleitung von zu hohen LKW-Aufbauten beim Kreuzen der Strecke niedergerissen. Unter anderem deshalb soll die Strecke zum Borsigplatz mittelfristig in die Weißenburger Straße verlegt werden.

### Straßenbahn als Vorläufer
Am 31. März / 16. April 1898 verpflichtete die Stadt Dortmund die Allgemeine Lokal- und Straßenbahngesellschaft, das Dortmunder Netz weiter auszubauen. Das geschah u. a. durch den Bau der Strecke zur Westfalenhütte (Hoesch). Der ursprüngliche Streckenverlauf an ihrem Anfang nördlich der Innenstadt ist nicht ganz klar, teils bedingt durch Baustellenprovisorien während der damaligen Höherlegung des Bahnhofs und seiner Zulaufstrecken, aber auch weil Landkarten und Stadtpläne nicht immer exakt waren und sind: Nicht selten wurden erst noch geplante Strecken als fertig dargestellt, und/oder längst fertige  wurden nicht sofort eingezeichnet. Auf einer Karte von 1901 sind zwei Streckenvarianten dargestellt: Beginnend einmal unmittelbar nördlich des damaligen beschrankten Bahnübergangs der Münsterstraße am Burgtor, dann sofort nach rechts abbiegend durch die heute verschwundene Kapellenstraße entlang der Cöln-Mindener Bahnstrecke, zum Zweiten vom (alten) Burgwall im Verlauf der heutigen Leuthardstraße (damals ebenfalls Kapellenstraße) die Cöln-Mindener Bahn kreuzend. Bevor deren Gleise angehoben und die Straßenbahn zur Westfalenhütte in Angriff genommen wurde, führte die Kapellenstraße an dieser Stelle mit einer Brücke über die tiefer liegende Bahnstrecke, wie man einem Stadtplan von 1890 entnehmen kann. Beide Streckenvarianten der Karte von 1901 führen dann in eine ebenfalls verschwundene diagonal verlaufende Straße (zeitweise Mühlenstraße, später Burgmundastraße) in Richtung zum Rolandplatz, weiter durch die Rolandstraße (in anderer Lage als heute) und den verschwundenen Papengarten über die Oestermärschstraße, den Borsigplatz und die Osterholzstraße links ab zur Endhaltestelle in der Eberhardstraße. Auf einem späteren Stadtplan von 1905 ist nur (noch) die zweite Variante dargestellt, auf einem dritten von 1910 wieder beide Streckenvarianten, wobei die erstere nunmehr von der inzwischen fertiggestellten Bahnüberführung ausgeht. Die möglicherweise vorübergehenden Linienverläufe in Richtung Fredenbaum, Hoesch und Hafen im Jahr 1905 werden in einem Stadtführer so beschrieben:
a) Linie Reinoldikirche, Kapellenstrasse – Steinplatz, nach dem Fredenbaum
b) Linie Kuckelke – Kapellenstrasse – Burgmundastrasse – Rolandstrasse – Papengarten – Oestermärschstrasse zur Eberhardstrasse (Hoesch)
c) Linie Steinplatz – Steinstrasse – Rossstrasse – Schützenstrasse nach dem Hafen
Um 1927 wurde die Strecke durch die Springorumstraße bis Scharnhorst (Einmündung in die Rüschebrinkstraße) verlängert. Der Neubauabschnitt ab Eberhardstraße wurde zur Planungs- und Bauzeit oft als Schnellbahn bezeichnet. Zuvor war der innere Abschnitt zwischen Burgtor und Rolandplatz, beginnend am Steinplatz, in die Heiligegartenstraße verlegt worden. Es gab von Anfang an Überlegungen zu einer weiteren Verlängerung über Scharnhorst hinaus. Konkreter wurde das nach dem Zweiten Weltkrieg, als ab 1954 nördlich der Güterumgehungsbahn mit der sogenannten MSA-Siedlung die Aufsiedlung des neuen Stadtteils Alt-Scharnhorst und ab 1965 von Scharnhorst-Ost begann. Die schon in den 1960er Jahren geplante Schnellstraßenbahn über Scharnhorst nach Grevel (und Lanstrop) erhielt ihren Anschluss ans Netz dann aber über Kirchderne und die spätere Stammstrecke II, U42 Nord.
Am 29. November 1964 wurde der Abschnitt Steinplatz – Oestermärsch (Ecke Gronaustraße) stillgelegt und durch eine Neubaustrecke vom Ostentor über Weißenburger Straße und Gronaustraße ersetzt, weil das Gebiet nördlich der Eisenbahnstrecke Dortmund – Hamm noch immer weitgehend zerstört und unbesiedelt war und auf eine städtebauliche Neuordnung wartete. Am 1. März 1970 schließlich wurde die Strecke von Scharnhorst zur Schleife Kirchderner Straße und 1984 zum damaligen Tor der Westfalenhütte zurückgenommen, weil die Durchfahrt durch das Werksgelände die Hoesch AG störte. Auch für den Abschnitt Ostentor – Schwanenstraße auf der Weißenburger Straße gab es eine ältere Vorläuferin in Gestalt der Ringlinie, die nach dem Krieg nicht wieder aufgenommen wurde. Während des Umbaus des Brüderwegs nach dem Zweiten Weltkrieg wurde dieser Abschnitt aber auch noch als Umleitungsstrecke für die Hellweglinien benutzt, er wurde 1954 stillgelegt.

### Planungen
Die Stadtbahnlinie U44 soll über die jetzige Endhaltestelle Westfalenhütte hinaus über das Gelände der ehemaligen Westfalenhütte bis zur Warmbreitbandstraße verlängert werden. Die Strecke soll parallel zur Springorumstraße nördlich auf besonderem Bahnkörper verlaufen. Die Linie würde dann den Logistikpark sowie das geplante Quartier Westfalenhütte erschließen, das ab 2022 entstehen soll. Mit dem Bau der Stadtbahnverlängerung soll im Jahr 2025 begonnen werden. Darüber hinaus wird an eine weitere Verlängerung über die Rüschebrinkstraße bis zum Haltepunkt Dortmund-Kirchderne an der Bahnstrecke Dortmund–Gronau gedacht.

## U43 Ost
| \| \| \| weiter im Innenstadttunnel (siehe oben) \| \| \| \| \| Ostentor \| \| \| \| \| \| \| \| \| \| Lippestraße \| \| \| \| \| Funkenburg \| \| \| \| \| Von-der-Tann-Str. \| \| \| \| \| Berliner Straße \| \| \| \| \| Am Zehnthof \| \| \| \| \| Juchostraße \| \| \| \| \| Rüschebrinkstraße \| \| \| \| \| Schleife Wambel \| \| \| \| \| Pothecke ehemals Wambel \| \| \| \| \| Knappschaftskrankenhaus \| \| \| \| \| Oberdorfstraße \| \| \| \| \| Brackel, Kirche \| \| \| \| \| Brackel, Verwaltungsstelle \| \| \| \| \| Brackel, In den Börten U 43 \| \| \| \| \| Schleife Brackel bis 2012 \| \| \| \| \| Döringhoff \| \| \| \| \| Businkstraße \| \| \| \| \| Asseln, Aplerbecker Straße \| \| \| \| \| Am Hagedorn \| \| \| \| \| Ruckebierstraße \| \| \| \| \| Zugstraße \| \| \| \| \| Eichwaldstraße \| \| \| \| \| Bockumweg \| \| \| \| \| Wickede Post U 43 nur hier endende Züge \| \| \| \| \| Dollersweg \| \| \| \| \| DO-Wickede U 43 S 4 \| \| |  |                                         |                                         |
| U-Bahn-Strecke (im Tunnel) |  | weiter im Innenstadttunnel (siehe oben) | weiter im Innenstadttunnel (siehe oben) |
| U-Bahn-Haltepunkt / Haltestelle (im Tunnel) |  | Ostentor                                | Ostentor                                |
| U-Bahn-Tunnelende |  |                                         |                                         |
| U-Bahn-Haltepunkt / Haltestelle |  | Lippestraße                             | Lippestraße                             |
| U-Bahn-Haltepunkt / Haltestelle |  | Funkenburg                              | Funkenburg                              |
| U-Bahn-Haltepunkt / Haltestelle |  | Von-der-Tann-Str.                       | Von-der-Tann-Str.                       |
| U-Bahn-Haltepunkt / Haltestelle |  | Berliner Straße                         | Berliner Straße                         |
| U-Bahn-Haltepunkt / Haltestelle |  | Am Zehnthof                             | Am Zehnthof                             |
| U-Bahn-Haltepunkt / Haltestelle |  | Juchostraße                             | Juchostraße                             |
| U-Bahn-Haltepunkt / Haltestelle |  | Rüschebrinkstraße                       | Rüschebrinkstraße                       |
| |  | Schleife Wambel                         |                                         |
| U-Bahn-Haltepunkt / Haltestelle |  | Pothecke ehemals Wambel                 | Pothecke ehemals Wambel                 |
| U-Bahn-Haltepunkt / Haltestelle |  | Knappschaftskrankenhaus                 | Knappschaftskrankenhaus                 |
| U-Bahn-Haltepunkt / Haltestelle |  | Oberdorfstraße                          | Oberdorfstraße                          |
| U-Bahn-Haltepunkt / Haltestelle |  | Brackel, Kirche                         | Brackel, Kirche                         |
| U-Bahn-Haltepunkt / Haltestelle |  | Brackel, Verwaltungsstelle              | Brackel, Verwaltungsstelle              |
| U-Bahn-Haltepunkt / Haltestelle |  | Brackel, In den Börten U 43             | Brackel, In den Börten U 43             |
| |  | Schleife Brackel bis 2012               |                                         |
| U-Bahn-Haltepunkt / Haltestelle |  | Döringhoff                              | Döringhoff                              |
| U-Bahn-Haltepunkt / Haltestelle |  | Businkstraße                            | Businkstraße                            |
| U-Bahn-Haltepunkt / Haltestelle |  | Asseln, Aplerbecker Straße              | Asseln, Aplerbecker Straße              |
| U-Bahn-Haltepunkt / Haltestelle |  | Am Hagedorn                             | Am Hagedorn                             |
| U-Bahn-Haltepunkt / Haltestelle |  | Ruckebierstraße                         | Ruckebierstraße                         |
| U-Bahn-Haltepunkt / Haltestelle |  | Zugstraße                               | Zugstraße                               |
| U-Bahn-Haltepunkt / Haltestelle |  | Eichwaldstraße                          | Eichwaldstraße                          |
| U-Bahn-Haltepunkt / Haltestelle |  | Bockumweg                               | Bockumweg                               |
| U-Bahn-Haltepunkt / Haltestelle |  | Wickede Post U 43 nur hier endende Züge | Wickede Post U 43 nur hier endende Züge |
| U-Bahn-Haltepunkt / Haltestelle |  | Dollersweg                              | Dollersweg                              |
| U-Bahn-Haltepunkt / Haltestelle Streckenende |  | DO-Wickede U 43 S 4                     | DO-Wickede U 43 S 4                     |

### Als Stadtbahnstrecke
Die Oststrecke der U43 folgt dem westfälischen Hellweg bis Wickede, wo Anschluss an die S-Bahn Rhein-Ruhr besteht. Dabei führt die Strecke durch Wambel, Brackel und Asseln. In Wambel besteht an der Pothecke eine Wendeschleife, bis 24. September 2012 gab es auch eine Wendeschleife in Brackel, In den Börten.

### Straßenbahn als Vorläufer
Näheres zur Geschichte oben im Abschnitt Geschichte.

## Galerie

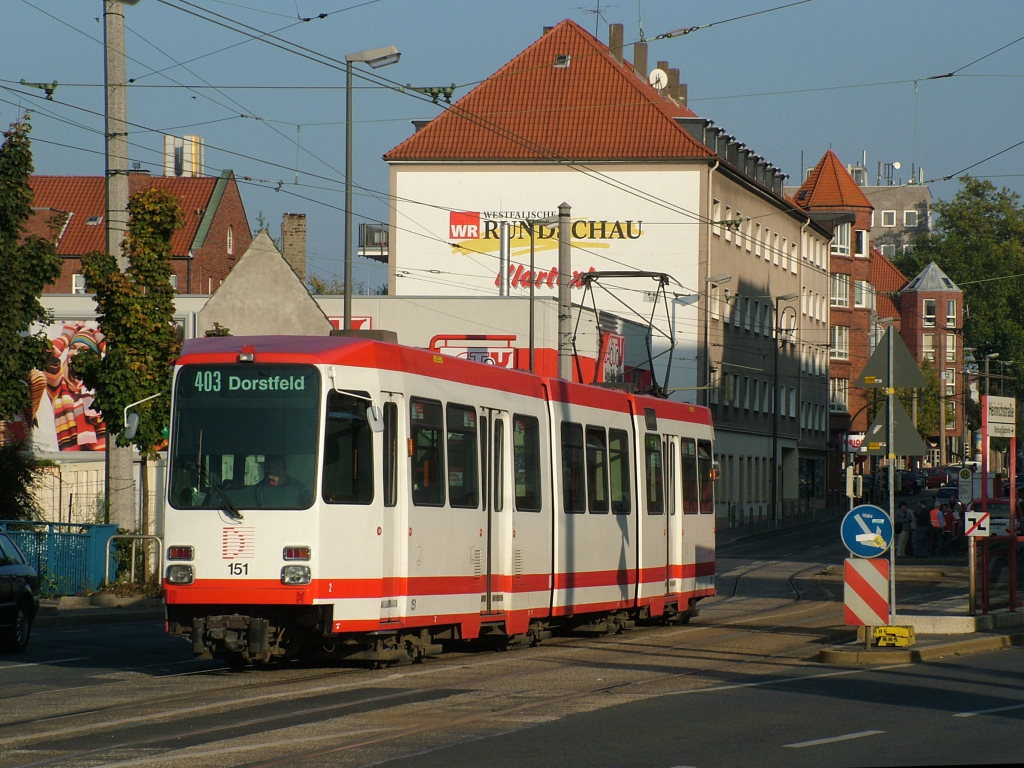
N-Wagen an der Haltestelle Heinrichstraße (Stammstrecke)
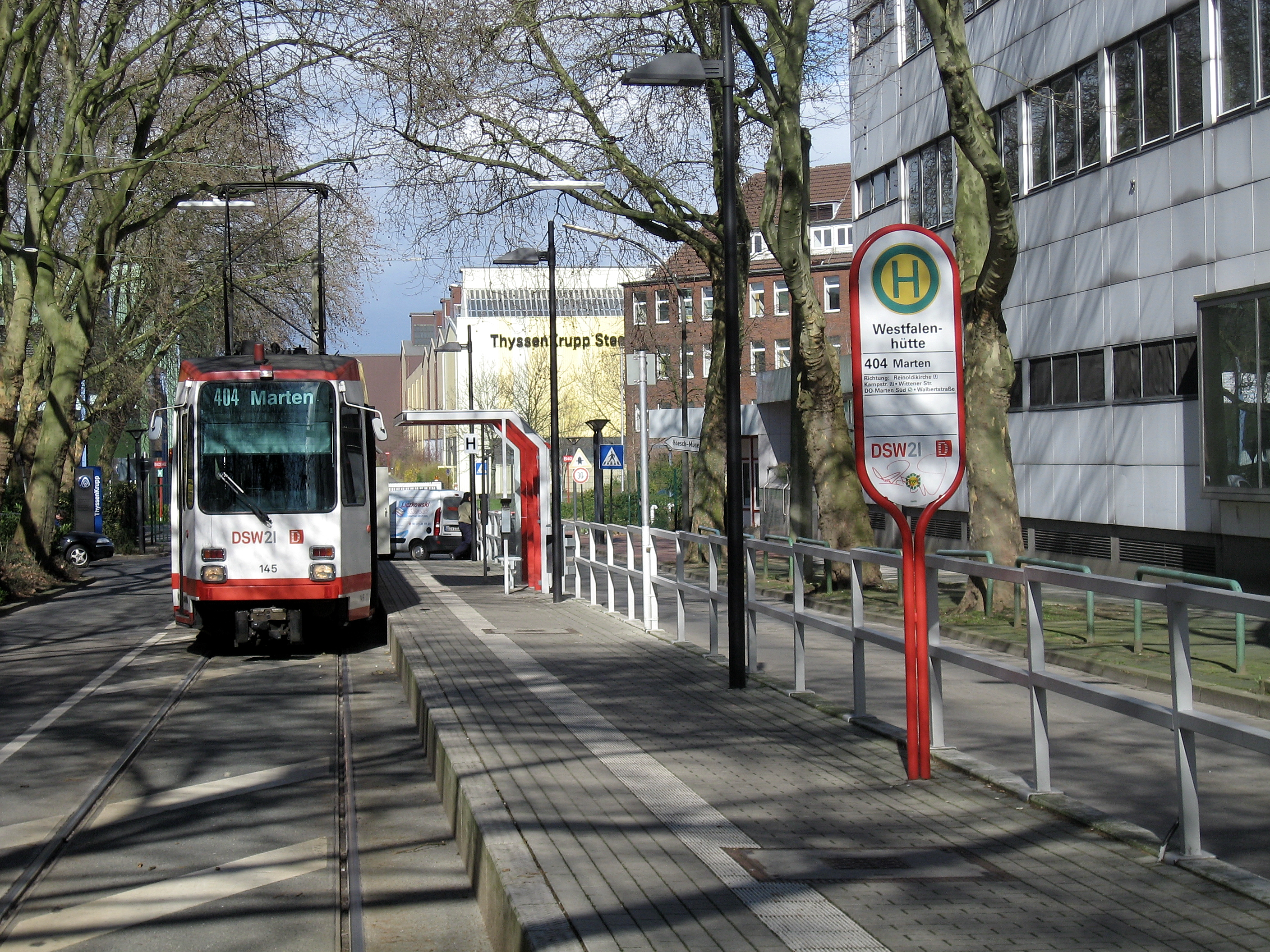
Straßenbahn an der Westfalenhütte (U44 Nord)
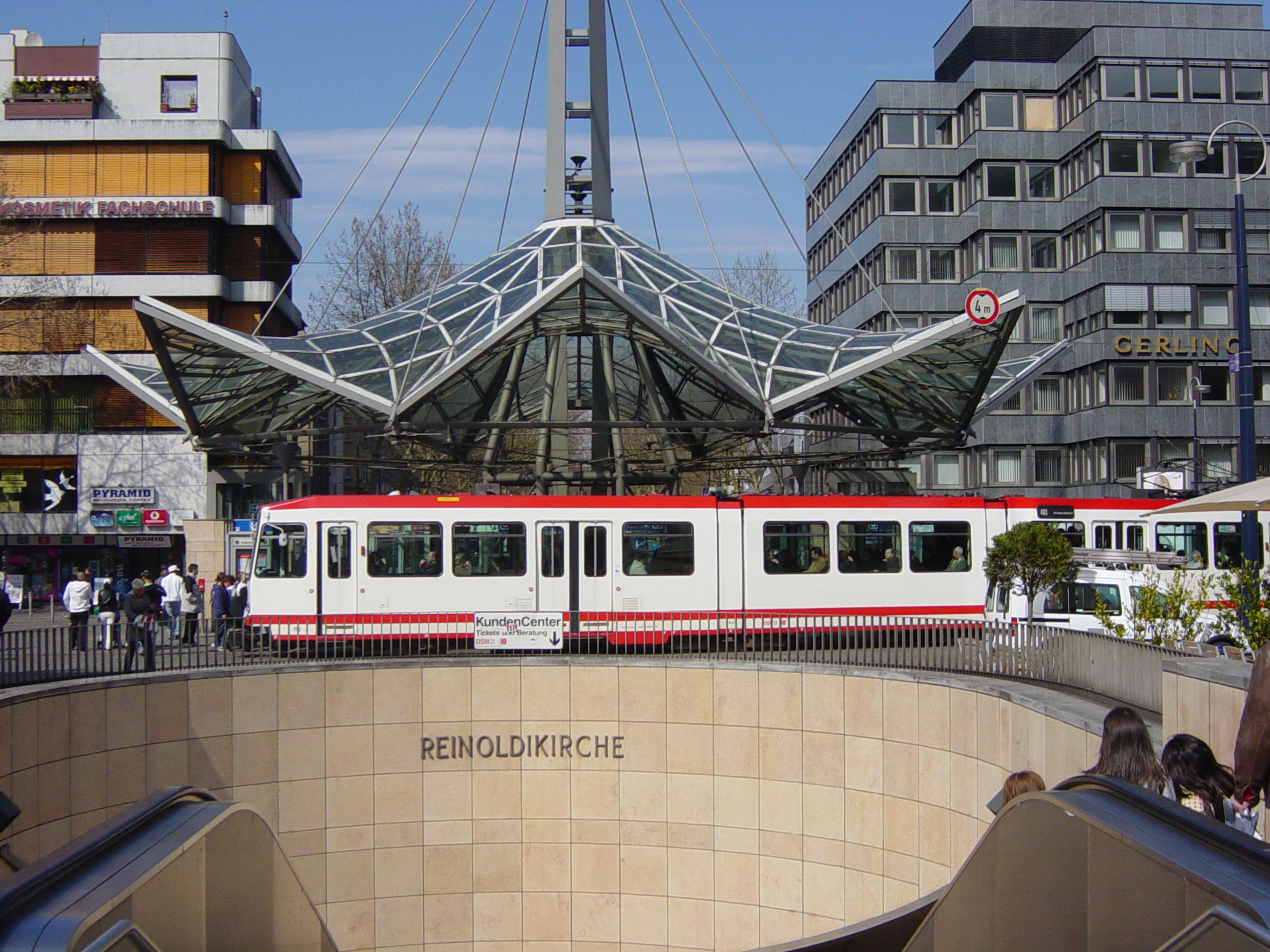
Frühere Haltestelle Reinoldikirche an der Oberfläche